# Oxistibiomicrolita
L'oxistibiomicrolita és un mineral de la classe dels òxids, que pertany al grup de la microlita.

## Característiques
L'oxistibiomicrolita és un òxid de fórmula química (Sb3+,Ca)₂Ta₂O₆O. Va ser aprovada com a espècie vàlida per l'Associació Mineralògica Internacional l'any 2010. L'exemplar tipus de l'estibiomicrolita (Groat et al., 1987) així com la mostra de Novák & Černý (1998) ara es classifiquen com oxistibiomicrolita, passant a estar aquesta espècie desacreditada per l'IMA. Dues mostres més de Černý et al. (2004) són ara oxicalciomicrolita, i una calciomicrolita.
Segons la classificació de Nickel-Strunz, l'oxistibiomicrolita pertany a «04.DH: Òxids amb proporció Metall:Oxigen = 1:2 i similars, amb cations grans (+- mida mitjana); plans que comparteixen costats d'octàedres» juntament amb els següents minerals: brannerita, ortobrannerita, thorutita, kassita, lucasita-(Ce), bariomicrolita, bariopiroclor, betafita, bismutomicrolita, calciobetafita, ceriopiroclor, cesstibtantita, jixianita, hidropiroclor, natrobistantita, plumbopiroclor, plumbomicrolita, plumbobetafita, estronciopiroclor, estanomicrolita, estibiobetafita, uranpiroclor, itrobetafita, itropiroclor, fluornatromicrolita, bismutopiroclor, hidrokenoelsmoreïta, bismutostibiconita, oxiplumboromeïta, monimolita, cuproromeïta, stetefeldtita, estibiconita, rosiaïta, zirconolita, liandratita, petscheckita, ingersonita i pittongita.

## Formació i jaciments
Va ser descoberta a Varuträsk, al municipi de Skellefteå, al comtat de Västerbotten, Suècia. També ha estat descrita en un altre indret: Myoukenyama, a la ciutat d'Hitachiohta, dins la prefectura d'Ibaraki (regió de Kanto, Japó). No ha estat descrita en cap altre indret del planeta.